# 花ももの里
花ももの里（はなもものさと）は、福島県福島市にある公園である。

## 概要
福島市飯坂町市街地東部にある舘の山公園（大鳥城跡）の北側の一角に整備された公園である。元宇都宮大学農学部教授の吉田雅夫の指導により、同大学と飯坂温泉観光協会の共同研究として2003年より市有地を借り受け、4,000㎡敷地に吉田が世界各地より収集した花桃40品種、約200本を植栽したのが始まりであり、2007年にオープンした。年々規模が拡張され、現在では8,000㎡の敷地に約300本が植えられている。数多くの品種があることで見頃は4月上旬から4月中旬頃まで。花弁の形や色、樹姿は多岐にわたる。環境整備協力金300円（開園期間中のみ）

## アクセス
福島県福島市飯坂町東舘下
- 福島交通飯坂線飯坂温泉駅より徒歩20分
- 東北自動車道福島飯坂インターチェンジ、東北中央自動車道福島大笹生インターチェンジよりそれぞれ車で15分[2]。
  - 園内近隣に舘の山公園の駐車場がある。

## 近隣
- 舘の山公園
  - 大鳥城跡
  - 飯坂球場
- 福島市立大鳥中学校
- 福島市水道局舘ノ山浄水場